# Tibellus fengi
Tibellus fengi är en spindelart som beskrevs av Viktor E. Efimik 1999. Tibellus fengi ingår i släktet Tibellus och familjen snabblöparspindlar. Inga underarter finns listade i Catalogue of Life.